# Бишта-Купеле
Byšta-kúpele — курортна частина села Бишта Требішовського округу в Словаччині. Знаходиться в найпівденнішій частині Солоних гір. Поселення розташоване біля короткої правої притоки потоку Бишта (притока р. Роняви), за 1 км на південний схід від села. Неподалік знаходиться кордон з Угорщиною.
Бишта-Купеле є літньою базою відпочинку. Вона містить басейн та дитячий басейн. Біля басейну на річці Бишта збудований ставок (площа 4 га) з можливістю катання на човнах, заняттям водними видами спорту та риболовлею.
Тут також були створені невеликі курорти місцевого значення, які пов'язані з джерелами солоно-лужних мінеральних джерел, що використовуються для ванн при лікуванні шлункових, ревматичних, судинних і радикулітних захворювань.
Послуги з розміщення та харчування надають два хостели та громадський кемпінг. Позначений червоним пішохідний маршрут проходить через поселення від озера Ізра до сусідніх сіл Казімір і Міхаляни і далі до Токайської Віноградницької області.